# رون کیفل
رون کیفل (انگلیسی: Ron Kiefel؛ زادهٔ ۱۱ آوریل ۱۹۶۰) دوچرخه‌سوار اهل ایالات متحده آمریکا است.
وی در مسابقات کشوری و بین‌المللی در مجموع برندهٔ ۱ مدال برنز شده‌است.